# Лимон (місто)
Лимон, відомий також як Пуерто-Лимон, (ісп. Puerto Limón) — місто на східному узбережжі Коста-Рики, у провінції Лимон. Адміністративний центр однойменного кантону. Населення 105 000 мешканців (2005). Площа 1765,79 км². До міста відноситься невеликий острів Увіта в Карибському морі за декілька кілометрів від берега. Має у своєму розпорядженні два термінали порту — Лимон і Моїн. Діє міжнародний аеропорт (ісп. Aeropuerto Internacional Pablo Zidar).

## Клімат
Місто перебуває в зоні, що характеризується вологим тропічним кліматом. Найтепліший місяць — травень із середньою температурою 27.2 °C. Найхолодніший місяць — січень, із середньою температурою 25 °С.
| Клімат Лимона           | Клімат Лимона | Клімат Лимона | Клімат Лимона | Клімат Лимона | Клімат Лимона | Клімат Лимона | Клімат Лимона | Клімат Лимона | Клімат Лимона | Клімат Лимона | Клімат Лимона | Клімат Лимона | Клімат Лимона |
| Показник                | Січ.          | Лют.          | Бер.          | Квіт.         | Трав.         | Черв.         | Лип.          | Серп.         | Вер.          | Жовт.         | Лист.         | Груд.         | Рік           |
| Абсолютний максимум, °C | 35            | 38            | 37            | 36            | 36            | 33            | 37            | 37            | 38            | 37            | 35            | 33            | 38            |
| Середній максимум, °C   | 28            | 28            | 28            | 29            | 29            | 29            | 28            | 28            | 30            | 29            | 28            | 28            | 28            |
| Середня температура, °C | 25            | 25            | 26            | 26            | 27            | 26            | 26            | 26            | 26            | 26            | 26            | 25            | 26            |
| Середній мінімум, °C    | 22            | 22            | 22            | 23            | 23            | 23            | 23            | 23            | 23            | 23            | 23            | 22            | 23            |
| Абсолютний мінімум, °C  | 10            | 16            | 17            | 12            | 18            | 17            | 18            | 17            | 16            | 12            | 18            | 17            | 10            |
| Норма опадів, мм        | 310           | 210           | 200           | 270           | 280           | 280           | 410           | 290           | 140           | 180           | 370           | 400           | 3390          |
| Днів з опадами          | 17            | 13            | 11            | 11            | 17            | 16            | 19            | 16            | 12            | 15            | 17            | 17            | 181           |
| Вологість повітря, %    | 85            | 85            | 80            | 80            | 85            | 85            | 85            | 85            | 80            | 80            | 85            | 85            | 83.3          |
| ----------------------- | ------------- | ------------- | ------------- | ------------- | ------------- | ------------- | ------------- | ------------- | ------------- | ------------- | ------------- | ------------- | ------------- |
| Джерело: Weatherbase    |               |               |               |               |               |               |               |               |               |               |               |               |               |

## Історія
У 1871 році починається робота по будівництву залізниці зв'язує Сан-Хосе з портом Лимон (Пуерто-Лимон), щоб полегшити експорт в Європу коста-риканської кави. Для виконання робіт були залучені іммігранти з острова Ямайка, в основному африканського походження. Іммігранти принесли з собою мову, культуру, релігію і кулінарію. Згодом ці чинники зумовили значну специфічність населення Лимону від решти Коста-Рики. Будівництво залізниці закінчилося в 1890 році, і вже на наступний рік указом 61 від 25 липня 1892 року був утворений муніципалітет Лимон.
З 1949 року, у місті щорічно відбувається карнавал, який починається 12 жовтня і триває тиждень. Свято присвячене відкриттю Христофором Колумбом берега Лимону 12 жовтня 1502 року під час своєї останньої, четвертої подорожі.

## Галерея

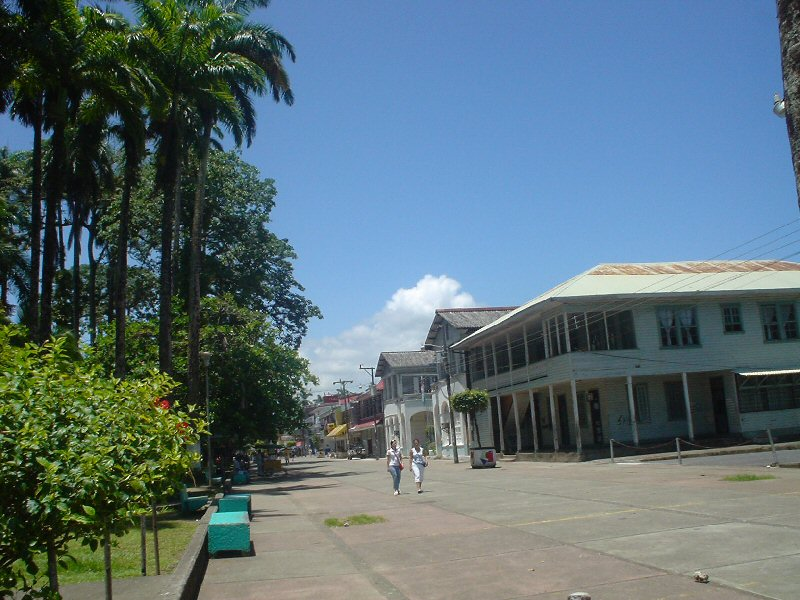
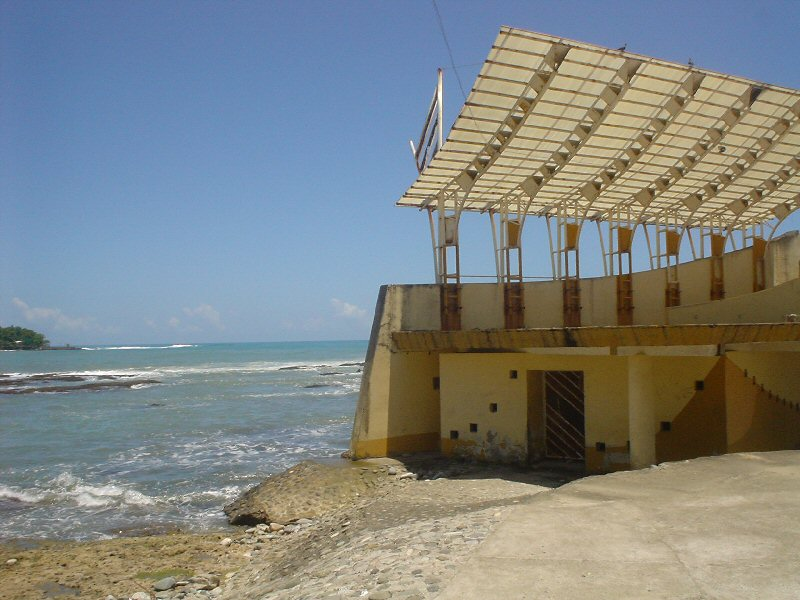
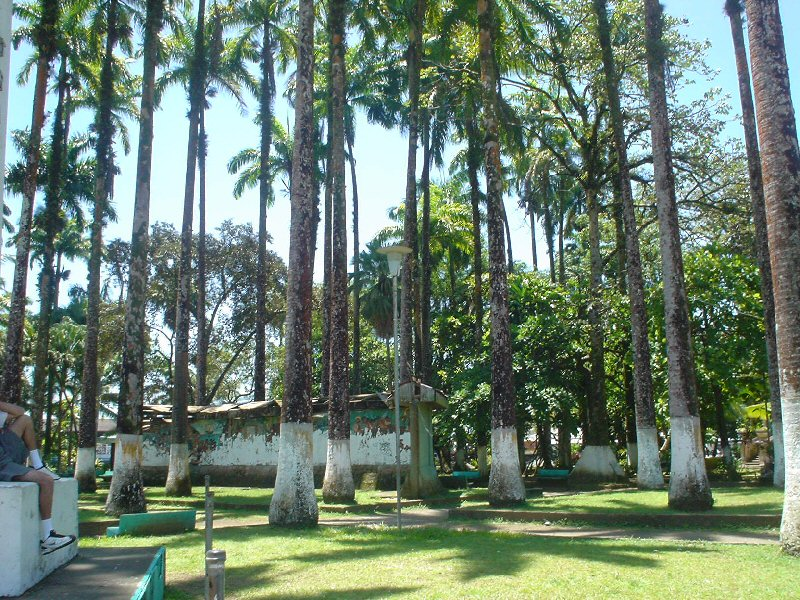